# Prova del calaix
La prova del calaix és una prova mèdica utilitzada pels metges en l'avaluació clínica inicial de la sospita de ruptura dels dels lligaments creuats del genoll. El terme "prova del calaix" deriva del fet que es fa lliscar la tíbia sota del fèmur cap endavant o cap enrere, com si es tractés d'un calaix.

## Procediment
El pacient s'ha de col·locar en decúbit supí amb els malucs flexionats a 45 graus, els genolls flexionats a 90 graus i les plantes dels peus sobre la taula d'exploració. .. L'examinador es posiciona assegut a la taula d'exploració davant del genoll afectat i agafant la tíbia just per sota de la línia articular del genoll. Es col·loquen les mans al voltant del genoll amb els polzes sobre la línia articular medial i lateral, i els índexs en les insercions medial i lateral dels músculs femorals posteriors, a banda i banda del tendó rotulià . A continuació, es tiba de la tíbia cap endavant (prova del calaix anterior), observant si llisca per sota del fèmur, Un desplaçament anterior excessiu de la tíbia suggereix que el lligament encreuat anterior està lesionat. Llavors, s'empeny de la mateixa manera la tíbia cap enrere (prova del calaix posterior) i s'observa el grau de desplaçament posterior del fèmur, així un desplaçament posterior excessiu de la tíbia pot indicar una lesió del lligament encreuat posterior .
Si la tíbia tira cap endavant o cap enrere més del normal, la prova es considera positiva. Una major quantitat de translació tibial anterior en comparació amb l'extremitat oposada o la manca d'un punt final ferm pot indicar un esquinç del feix anteromedial o un esquinç complet del LCA.
És convenient comparar el grau de desplaçament de la tíbia amb el del genoll contrari.